# Arquidiocese de Conacri
A Arquidiocese de Conacri (Archidiœcesis Konakriensis) é uma circunscrição eclesiástica da Igreja Católica situada em Conacri, Guiné. Seu atual arcebispo é Vincent Coulibaly. Sua Sé é a Catedral de Santa Maria.
Possui 32 paróquias servidas por 61 padres, abrangendo uma população de 5 211 530 habitantes, com 3,26% da dessa população jurisdicionada batizada (170 000 católicos).

## História
A prefeitura apostólica da Guiné Francesa foi erigida pela Propaganda Fide em 18 de outubro de 1897 com o decreto Cum huic Sacræ Congregationi, recebendo o território dos vicariatos apostólicos da Senegâmbia (atual Arquidiocese de Dacar) e da Serra Leoa (atual Arquidiocese de Freetown).
Em 18 de abril de 1920 a prefeitura apostólica foi elevada a vicariato apostólico por força do breve Supremi apostolatus do Papa Bento XV.
Em 12 de maio de 1949, cedeu uma parte de seu território à ereção da prefeitura apostólica de Kankan (hoje diocese) e contextualmente mudou seu nome para vicariato apostólico de Conacri.
Em 14 de setembro de 1955 a diocese foi elevada à dignidade de arquidiocese metropolitana com a bula Dum tantis do Papa Pio XII.
O arcebispo Raymond-Maria Tchidimbo, considerado prisioneiro político, em 1970 foi encarcerado no campo de Camp Boiro pelo presidente-ditador da Guiné Ahmed Sékou Touré. Ele foi libertado em 1979 e exilado para o Canadá.
Em 24 e 25 de fevereiro de 1992, foi a etapa final da visita apostólica do Papa João Paulo II ao Senegal, Gâmbia e Guiné.
Em 22 de fevereiro de 2024, teve mais uma área desmembrada em benefício da ereção da Diocese de Boké, que se tornou sua sufragânea.

## Prelados
|                             | Nome                                           | Período    | Notas                                                            |
| Arcebispos                  | Arcebispos                                     | Arcebispos | Arcebispos                                                       |
| --------------------------- | ---------------------------------------------- | ---------- | ---------------------------------------------------------------- |
| 4º                          | Vincent Coulibaly                              | 2003-      | Atual                                                            |
| 3º                          | Robert Sarah                                   | 1979-2001  | Nomeado secretário da Congregação para a Evangelização dos Povos |
| 2º                          | Raymond-Maria Tchidimbo, C.S.Sp.               | 1962-1979  |                                                                  |
| 1º                          | Gérard-Paul-Louis-Marie de Milleville, C.S.Sp. | 1955-1962  | Renunciou, nomeado Arcebispo titular de Gabala                   |
| Arcebispo coadjutor         |                                                |            |                                                                  |
|                             | François Sylla                                 | 2024-      | Atual                                                            |
| Vigários apostólicos        |                                                |            |                                                                  |
| 3º                          | Gérard-Paul-Louis-Marie de Milleville, C.S.Sp. | 1955       | Elevado à Arcebispo                                              |
| 2º                          | Michel-Jules-Joseph-Marie Bernard, C.S.Sp.     | 1950-1954  | Nomeado Vigário apostólico de Brazavile                          |
| 1º                          | Raymond-René Lerouge, C.S.Sp.                  | 1920-1949  |                                                                  |
| Prefeitos apostólicos       |                                                |            |                                                                  |
| 3º                          | Raymond-René Lerouge, C.S.Sp.                  | 1911-1920  | Nomeado Vigário apostólico                                       |
| 2º                          | François Ségala, C.S.Sp.                       | 1900-1910  |                                                                  |
| 1º                          | Auguste Lorber, C.S.Sp.                        | 1897-1899  |                                                                  |
| Administradores apostólicos |                                                |            |                                                                  |
|                             | André Mamadou Camara                           | 2002-2003  |                                                                  |
|                             | Louis Pathé Barry                              | 1971-1979  |                                                                  |